# ことり (小説)
『ことり』は、小説家・小川洋子による日本の小説。
単行本は、2012年11月7日に朝日新聞出版より書き下ろしで刊行された。単行本の装画・オブジェは、勝本みつるによる。単行本の装丁は、田中久子による。2012年度の第63回芸術選奨の文部科学大臣賞を受賞する。文庫版は、2016年1月7日に朝日文庫より刊行された。
本作品を含み、小川洋子の作品には小鳥の種類の名前を除いて具体的な地名や名前が出てこないため、読者が自由に想像力や記憶を飛翔させることができる。

## あらすじ
ある日、〈小鳥の小父さん〉が、自宅で亡くなっているのが、新聞の集金人によって発見される。遺体は横向きになっており、背中を丸め、両足を軽く曲げた状態で、両腕で竹製の鳥かごを抱いていた。鳥かごの中の止まり木には、メジロが1羽止まっていた。
〈小鳥の小父さん〉には、独自の言語でしか話せない兄がおり、その言語を理解できるのは〈小鳥の小父さん〉だけだった。その兄が52歳で亡くなった後、〈小鳥の小父さん〉は近所の幼稚園の鳥小屋の世話をするようになり、彼は園児たちから〈小鳥の小父さん〉と呼ばれるようになっていたのだった。

## 主な登場人物
〈小鳥の小父さん〉
本作の主人公。身寄りのない男性。〈お兄さん〉の言葉が唯一理解でき、多少の単語も話せる。〈お兄さん〉と同様に鳥が好きで、20年近く無償で幼稚園のことりの世話をしていた時期があった。
〈お兄さん〉
〈小鳥の小父さん〉の7歳年上の兄。ことりのさえずりを理解することができる。鳥好き。11歳を過ぎたあたりで人間の言葉は話せなくなり、無口な数か月間の後にあらゆる治療をしても治らない独自の言葉でしゃべりだすようになった。言葉は小鳥のさえずりに似ていて、法則性があり繊細で洗練されている。言葉を書くことはない。バスケットの点検を繰り返すなどの障害を引喩するような描写がある。毎週水曜日の夕方にキャンディーを買うのを習慣にしていた 。
〈母親〉
〈小鳥の小父さん〉と〈お兄さんの〉の母親。必死に〈お兄さん〉の言葉を解明しようとしていた。〈お兄さん〉が作ってくれたキャンディーの包装紙のことりのブローチを毎日つけている。〈小鳥の小父さん〉が１３歳の時に難しい血液の病気で亡くなる。
〈父親〉
〈小鳥の小父さん〉と〈お兄さんの〉の父親。母親の死後９年、〈小鳥の小父さん〉が２２歳の時に大学の合宿中に海で溺れて亡くなる。

## 書評
文化庁のウェブページに、「まるで深い穴を黙々と掘るようなその姿勢は、孤高であると同時に、その孤高さからにじみだす純粋さが感動を呼ぶ」との評価が掲載されている。東京大学教授の阿部公彦は、「全体としてみると密集が静かにほどけていくような穏やかさなのである。それがかえって胸騒ぎを呼ぶ。胸騒ぎと、戦慄と、哀感の混じったものだ。こんな微妙な配合を表現できる小説はそうない」と評価している。小説家の小野正嗣は、 「この世の片隅に生きる慎ましい存在たちの世界は、その底知れぬ不気味さも含めて、どれほど豊かで複雑な小宇宙であることか」と評価している。